# San Juan (subte de Buenos Aires)
San Juan es una estación de la línea C de la red de subterráneos de la Ciudad de Buenos Aires ubicada debajo de la calle Bernardo de Irigoyen y su intersección con la Avenida San Juan, en el barrio de Constitución. La estación fue construida por la compañía española CHADOPyF e inaugurada el 9 de noviembre de 1934, junto con el primer tramo de la línea C.

## Historia
Originalmente, su única boca de acceso se encontraba dentro de la línea de edificación, debajo del alero de un local comercial. Se mantuvo así hasta el ensanche de la Avenida 9 de Julio.
En 1997 esta estación fue declarada Monumento Histórico Nacional.

## Decoración
La estación posee dos murales cerámicos de 16,15 x 1,8 metros basados en bocetos de Martín S. Noel y Manuel Escasany del año 1934, y realizados por N. C. Montalván en Triana, Sevilla, España. Ambos pertenecen a la serie Paisajes de España que recorre la línea entera y le dio en sus orígenes el nombre popular de «línea de los españoles»: el que se ubica en el andén hacia Retiro muestra lugares de Extremadura (Badajoz, Cáceres y Trujillo), ; y el que aparece en el andén opuesto, a Constitución, de Zamora, Salamanca y León. En los ángulos de ambos murales, se encuentran dibujados sobre azulejos los escudos de cada región representada.

## Hitos urbanos
Se encuentran en las cercanías de esta:
- El Trece
- Sede de la Guardia de Auxilio del Gobierno de la Ciudad de Buenos Aires
- Plazas Rosario Vera Peñaloza, Cecilia Grierson, Plaza de la Constitución y Provincia de Catamarca
- Centro de Alfabetización, Educación Básica y Trabajo N.°79
- Escuela Primaria Común N.º 7 Gral. Güemes
- Escuela Primaria Común N.º16 Eustaquio Cárdenas
- Instituto de Formación Técnica Superior N.°23
- Universidad Abierta Interamericana
- Biblioteca de la Escuela Normal Superior N.º 3 Bernardino Rivadavia
- Museo de la Caricatura Severo Vaccaro
- Museo de la Emigración Gallega en la Argentina

## Imágenes

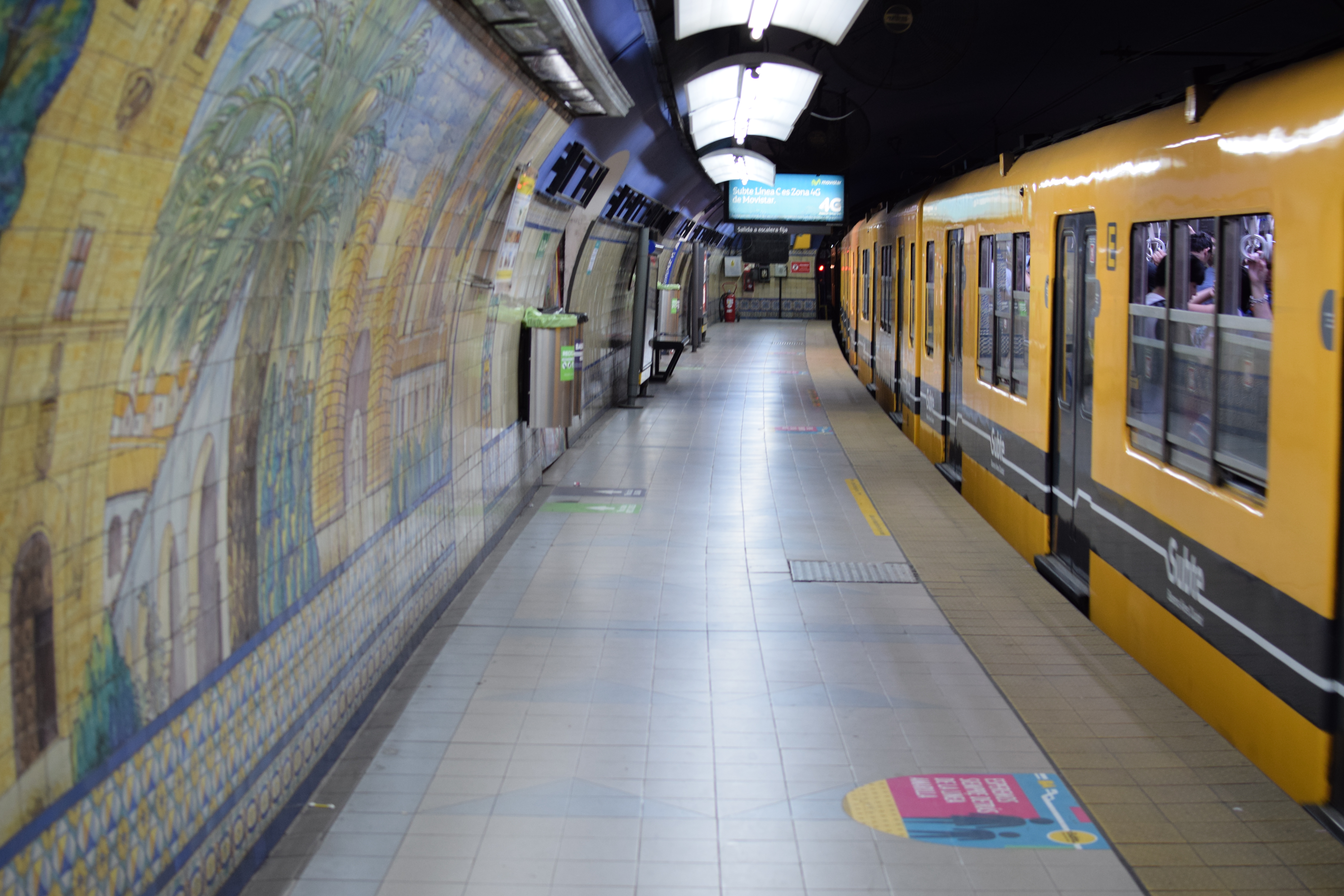
Vista del andén
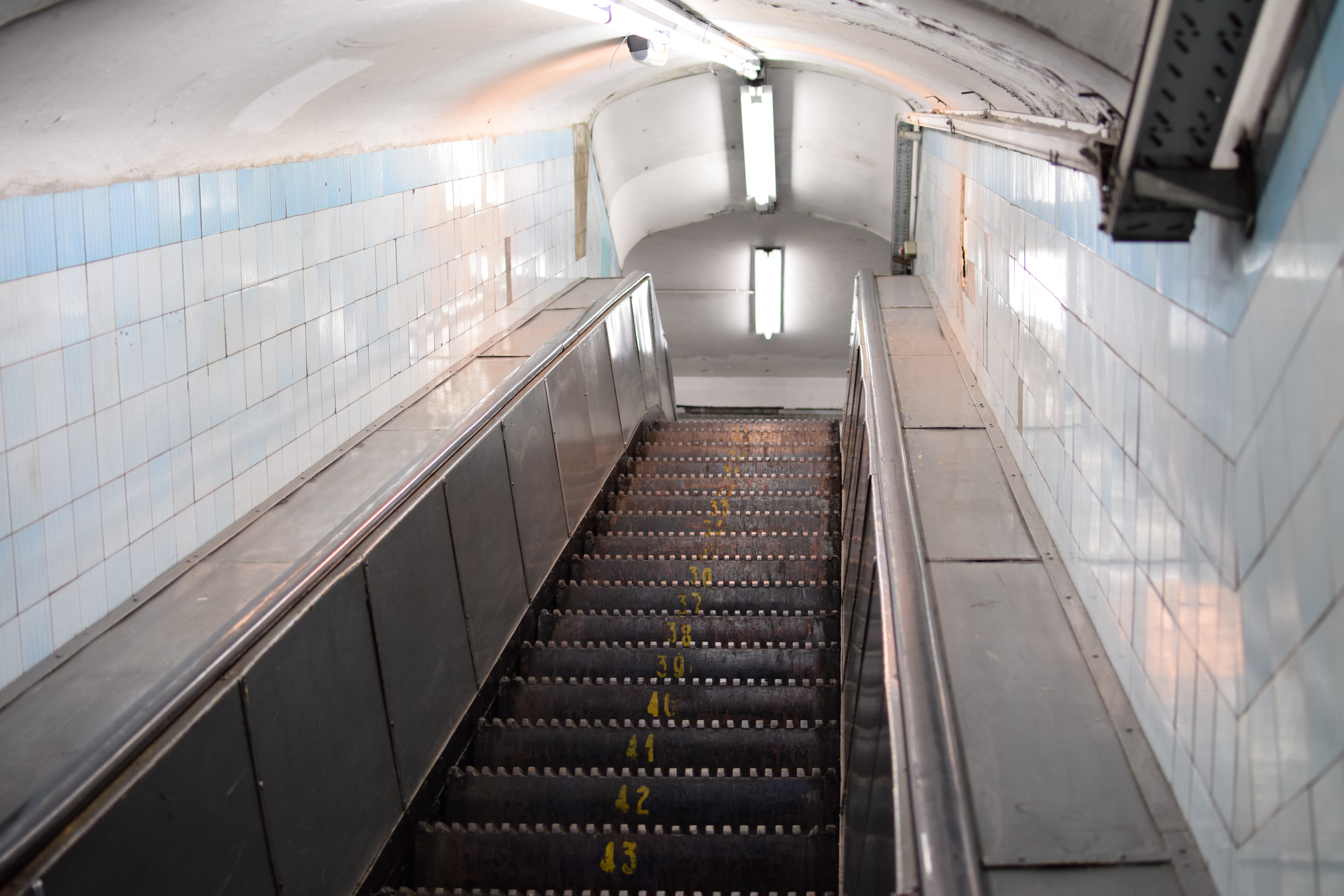
Antigua escalera mecánica
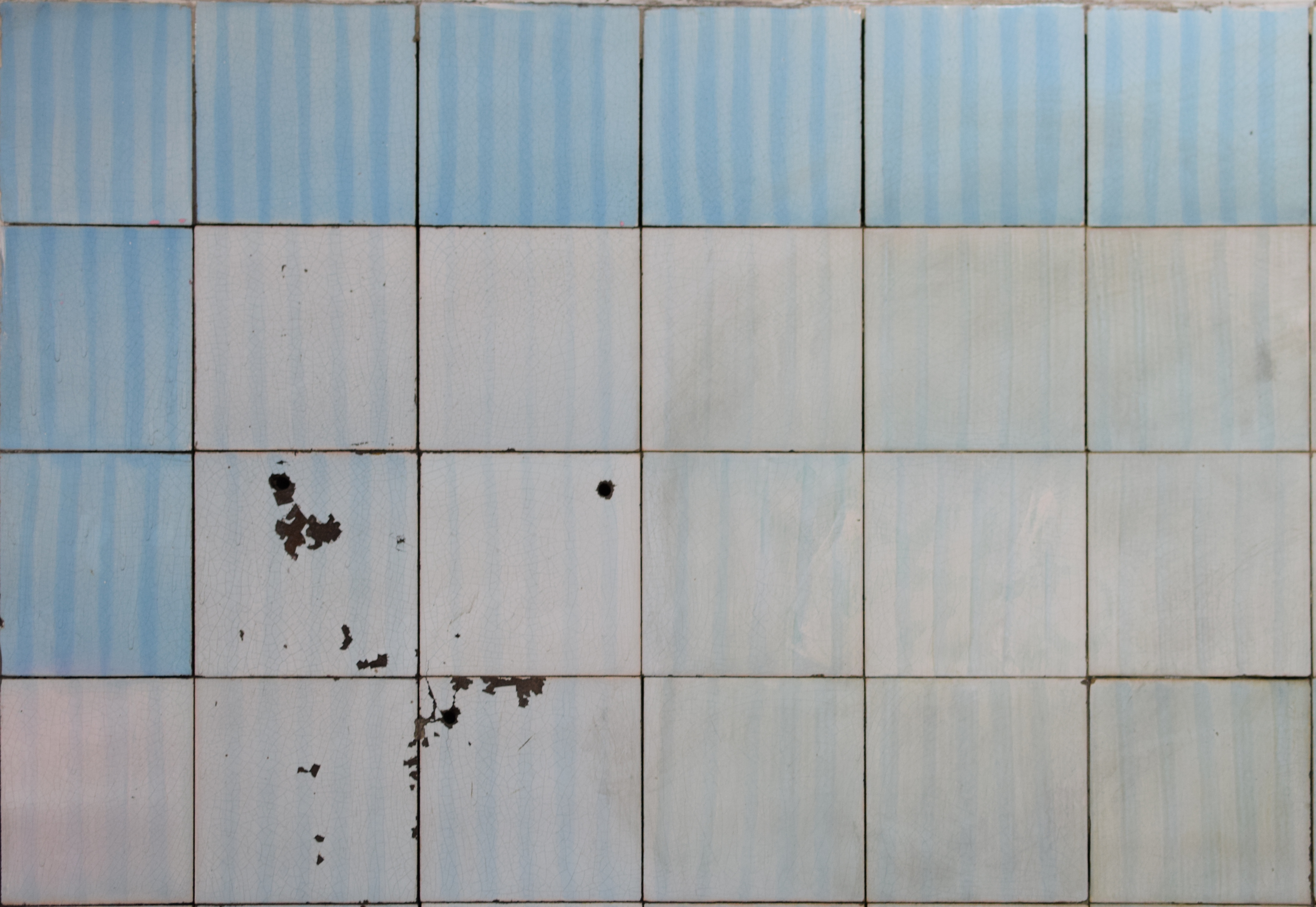
Cerámicos en los accesos
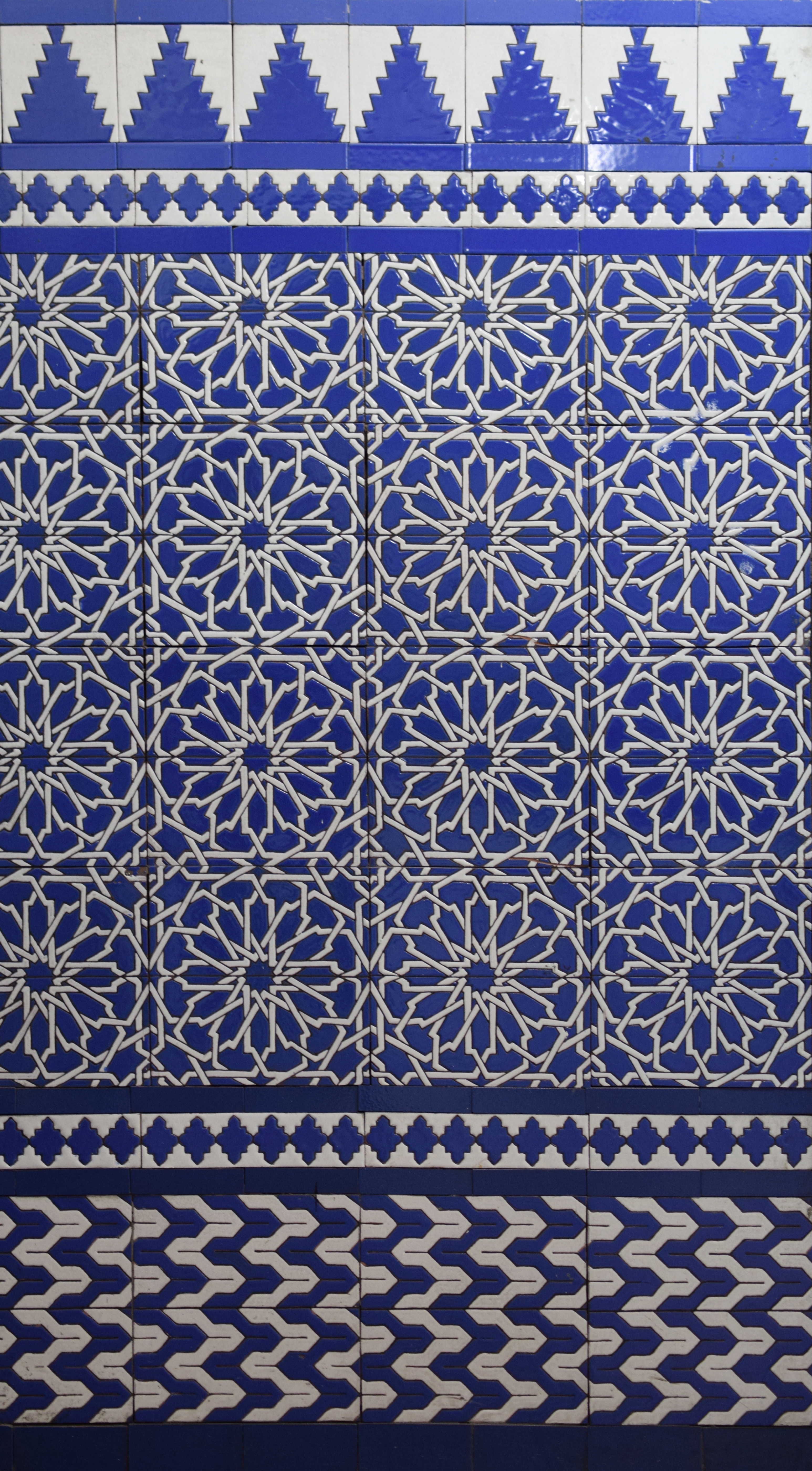
Cerámicos en los accesos
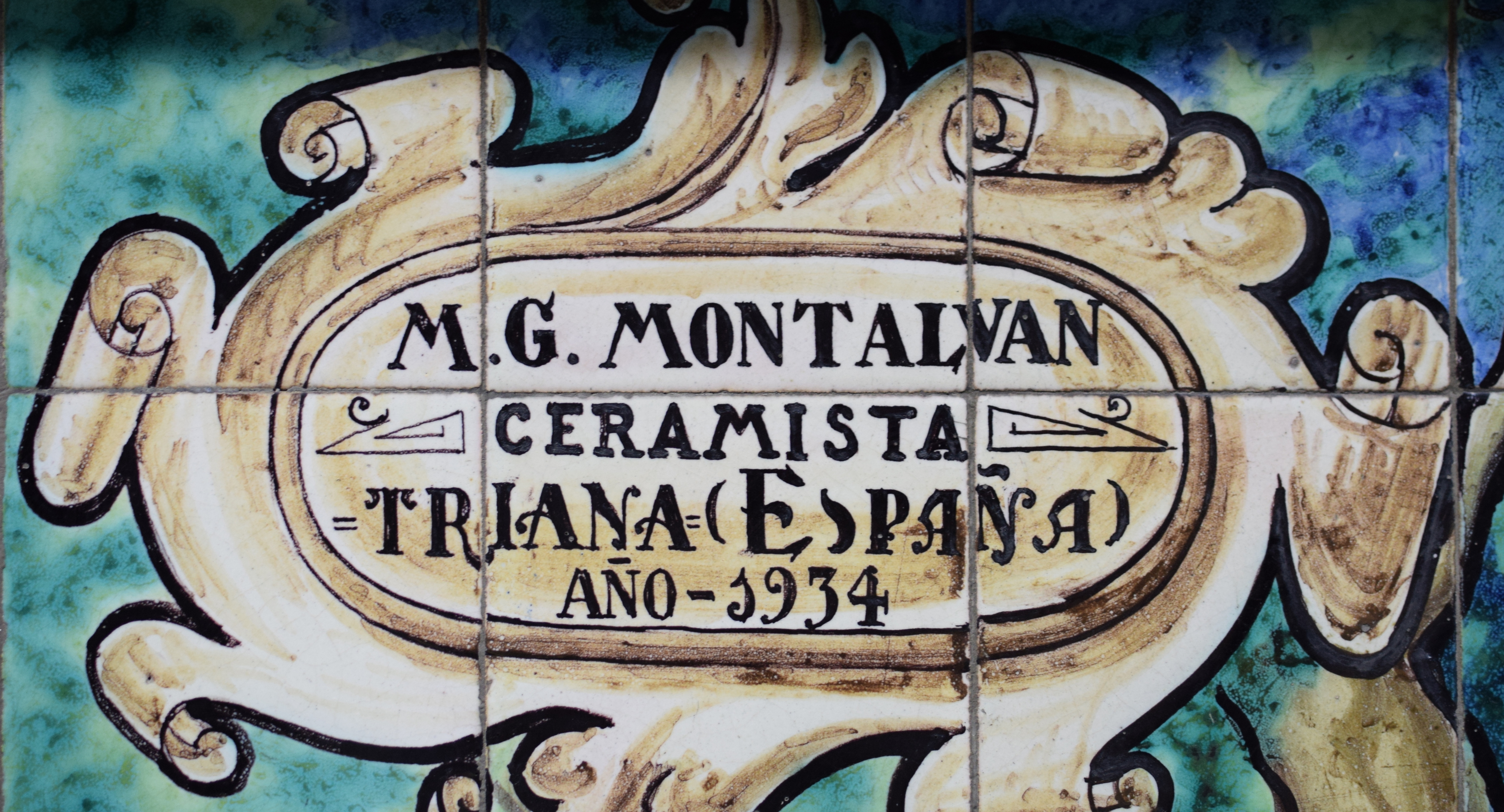
Cerámicos
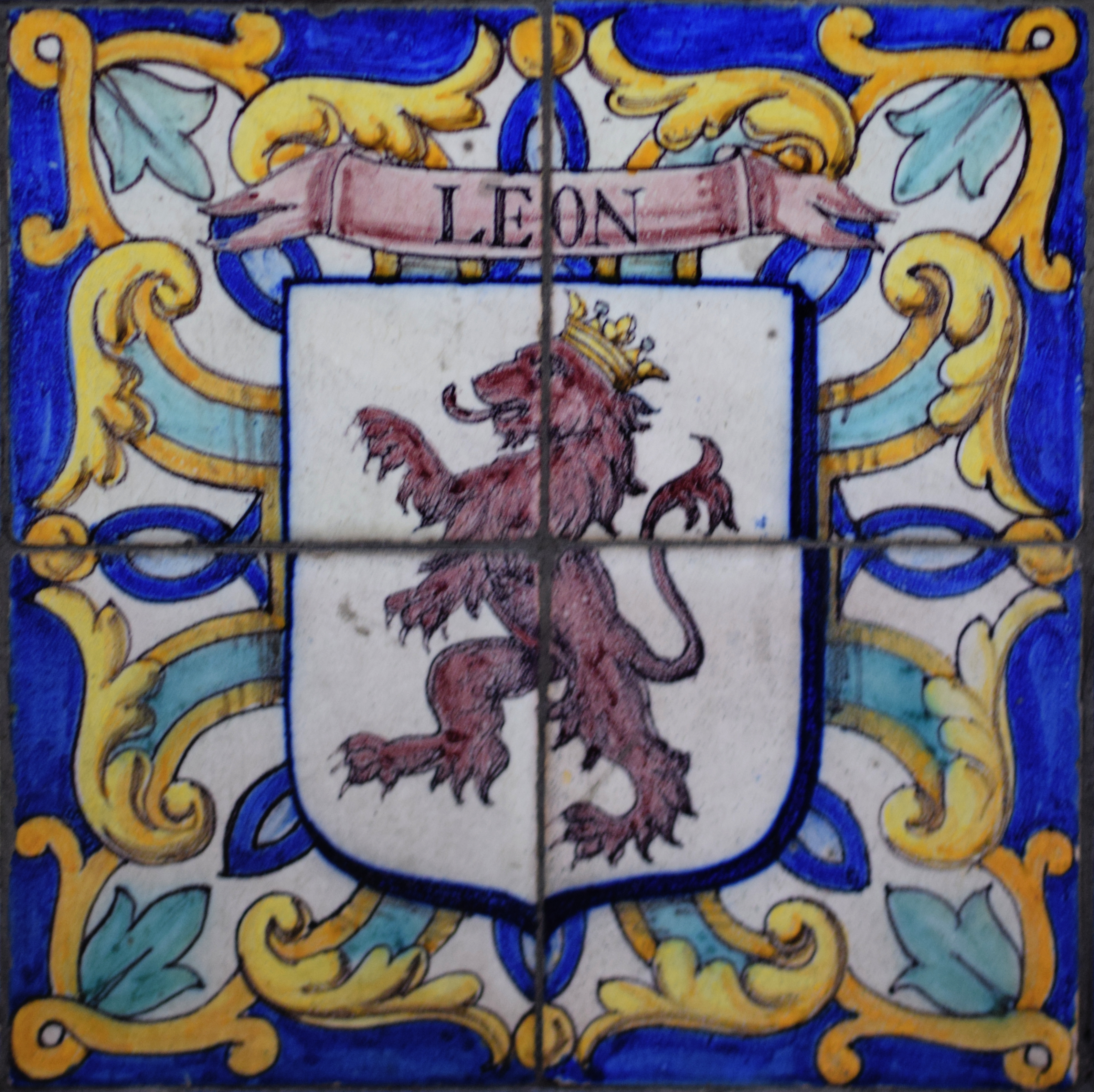
Escudo de León
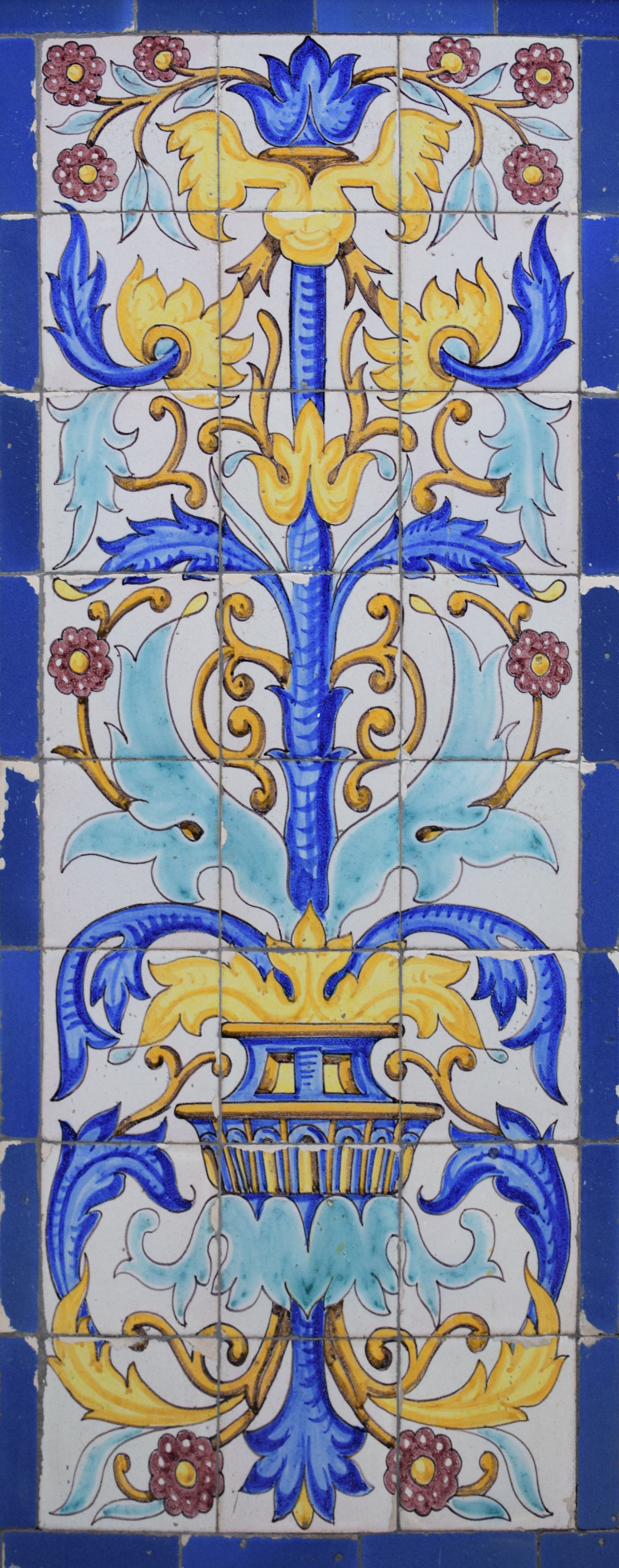
Cerámicos sobre los andenes
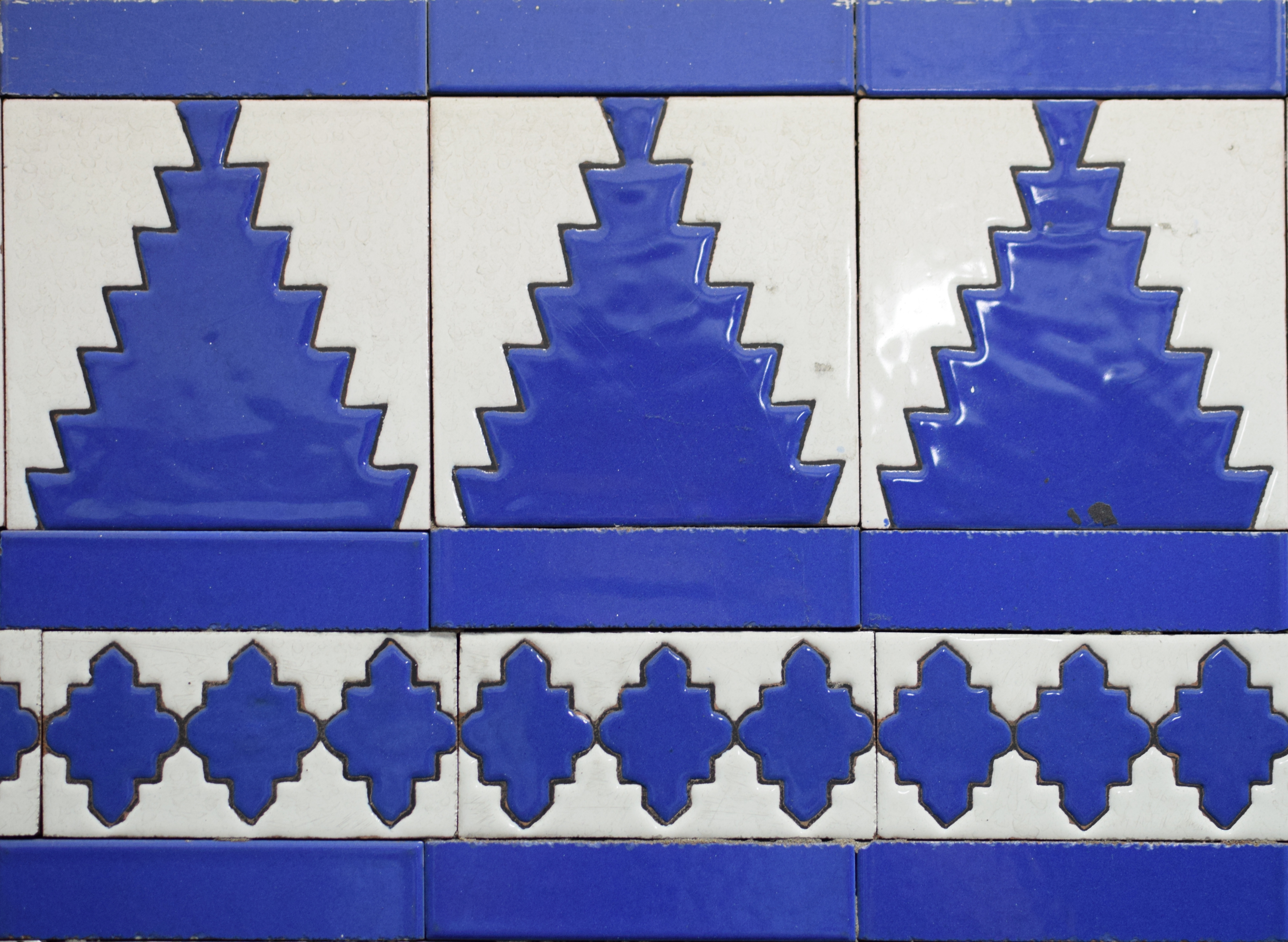
Guardas sobre los andenes
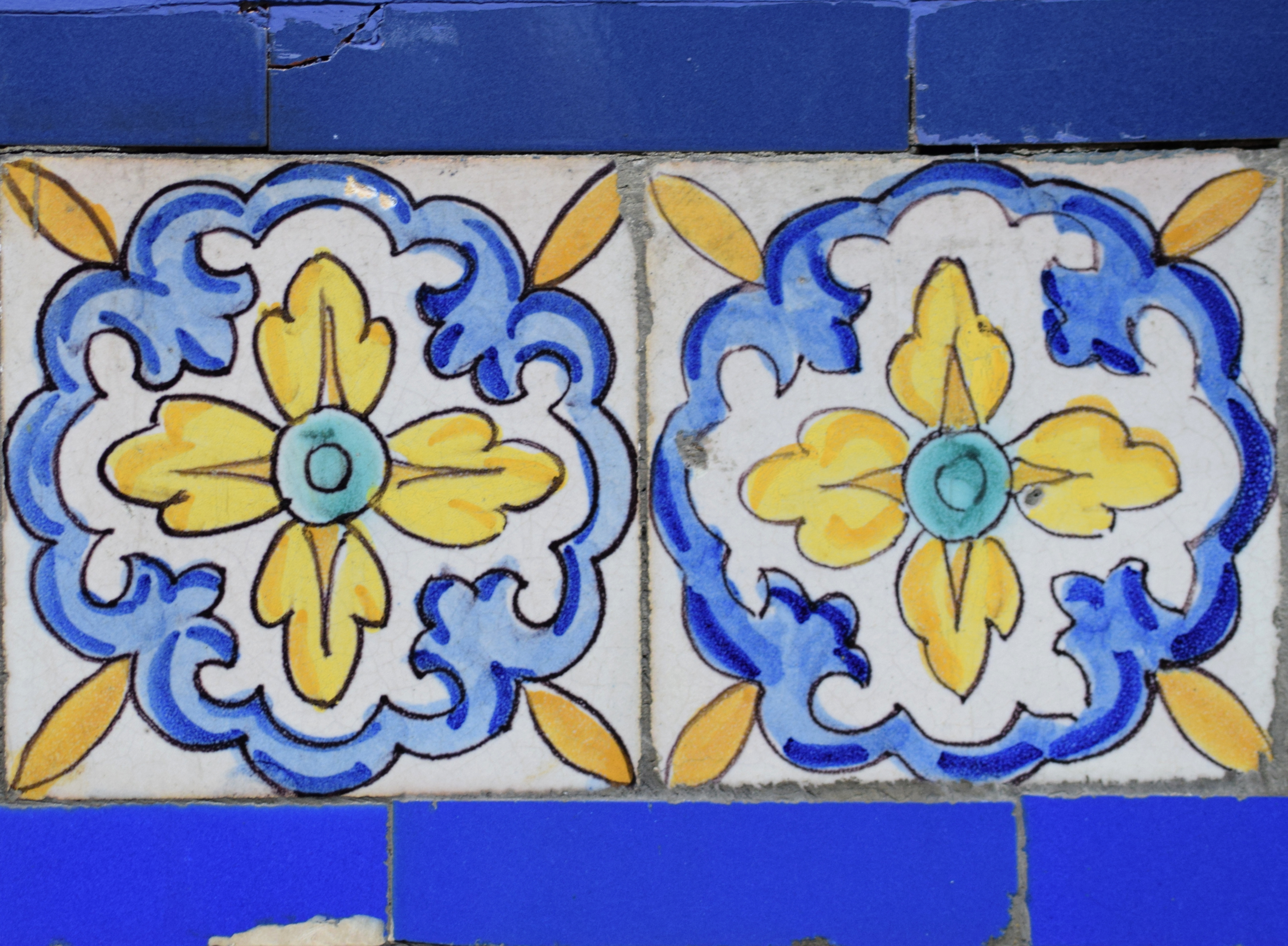
Guardas sobre los accesos